# باب سو
باب سو (بالفرنسية: Pape Sow)‏ مواليد 22 نوفمبر 1981 في داكار، هو لاعب كرة سلة سنغالي بدأ مسيرته الاحترافية في سنة 2004. تم اختياره من قبل فريق ميامي هيت خلال الدرافت.

## المسيرة الاحترافية
لعب مع تورونتو رابتورز في موسم 2004–05 ، ثم لعب مع تورونتو رابتورز من سنة 2005 إلى 2007، ثم لعب مع أولمبيا ميلانو في الدوري الإيطالي في سنة 2009، ثم لعب مع نادي أليكانتي لكرة السلة في سنة 2010، ثم لعب مع ساسكي باسكونيا في الدوري الإسباني في موسم 2010–2011، ثم لعب مع جوفينتوت بادالونا في سنة 2011.

## روابط خارجية
- باب سو على موقع الاتحاد الدولي لكرة السلة (الإنجليزية)
- باب سو على موقع إن بي أي (الإنجليزية)
- باب سو على موقع سبورتس رفرنس (الإنجليزية)
- باب سو على موقع الدوري الإسباني لكرة السلة (الإسبانية)
- باب سو على موقع كرة السلة الأوروبية.كوم (الإنجليزية)
- باب سو على موقع كلية كرة السلة في سبورتس رفرنس.كوم (الإنجليزية)
- باب سو على موقع ريلجم (الإنجليزية)
- باب سو على موقع بروبوليرز (الإنجليزية)
- باب سو على موقع سبورتس رفرنس (الإنجليزية)
- باب سو على موقع سبورتس رفرنس (الإنجليزية)